# Rifapentine

Formule squelettique de la rifapentine (USAN : rifapentine). Créé avec ACD/ChemSketch 10.0, Inkscape et vim.

La Rifapentine (RPT), vendu sous le nom de marque Priftin, aux États-Unis uniquement, est un antibiotique utilisé dans le traitement de la tuberculose. Dans la tuberculose active, il est utilisé en association avec d'autres médicaments antituberculeux. Il peut être utilisé dans la tuberculose latente, en association avec l'isoniazide. Il est commercialisé sous forme de comprimé administrés par la bouche.
Les effets secondaires courants sont une neutropénie (diminution du nombre de neutrophile dans le sang), une augmentation des enzymes hépatiques et une leucocyturie (des globules blancs dans les urine). Les effets secondaires graves peuvent inclure des problèmes de foie ou une diarrhée à Clostridium difficile. Il n'y a pas assez d'information sur l'utilisation pendant la grossesse ; on ne peut donc pas savoir si son utilisation est sans danger. 
La Rifapentine est un dérivé de la rifamycine, de la famille des ansamycines et fonctionne en bloquant l'ADN polymérase ARN-dépendante.
La Rifapentine a été approuvé à des fins médicales aux États-Unis en 1988. Elle est sur la liste des médicaments essentiels de l'O.M.S.